# Jiddu Krishnamurti

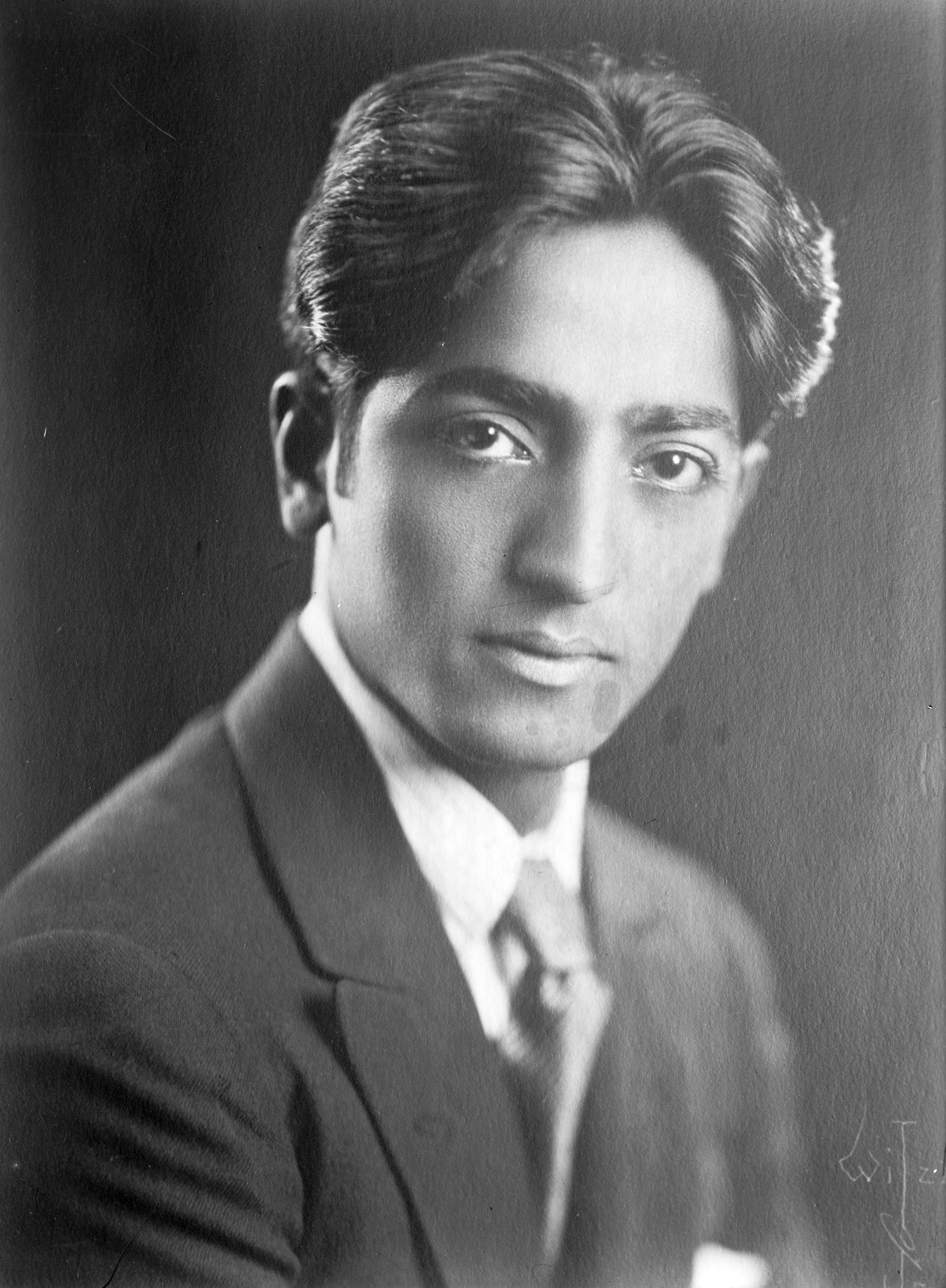
Jiddu Krishnamurti, 1920er Jahre

Jiddu Krishnamurti (Telugu జిడ్డు కృష్ణమూర్తి Jiḍḍu Kṛṣṇamūrti; * 12. Mai 1895 in Madanapalle, Indien; † 17. Februar 1986 in Ojai, Kalifornien) war ein indischer Philosoph.
In seinen wichtigsten Veröffentlichungen thematisiert Krishnamurti spirituelle Fragen, wie die Erlangung vollständiger geistiger Freiheit durch Meditation, aber auch religiöse und philosophische Themen. Er wuchs unter dem Einfluss führender Persönlichkeiten der Theosophischen Gesellschaft auf und erlangte Bekanntheit, speziell durch Annie Besant, die ihn 1910 zum kommenden „Weltlehrer“ erklärte und für ihn den theosophischen Order of the Star in the East gründete. Anfang der 1920er Jahre begann er, sich von der theosophischen Strömung loszusagen.

## Leben
Jiddu Krishnamurti wurde 1895 in Madanapalle, Südindien, als achtes Kind (daher sein Name gemäß Hindu-Tradition „wiedergeborener Krishna“) von Sanjeevama und Narayaniah Jidduh, in eine orthodoxe Brahmanenfamilie geboren. Seine Mutter starb, als er zehn war. Sein Vater Narayaniah wurde 1882 von Helena Petrovna Blavatsky  in die Theosophische Gesellschaft (TG) aufgenommen und war eines der ersten Mitglieder. Er bekam 1909 eine Festanstellung in der TG Adyar und zog mit seinen vier Söhnen in die unmittelbare Nähe. Kurz darauf fiel der junge Krishnamurti dem Theosophen Charles Webster Leadbeater beim Spaziergang am Strand von Adyar auf. Webster sagte, aus dem Jungen werde ein großer spiritueller Lehrer, denn er habe eine ungewöhnlich schöne Aura. Mit Erlaubnis des Vaters übernahm er die Erziehung und Pflege des Jungen. Unter einigen Mitgliedern der TG Adyar gab es die Hoffnung, ein großer „Weltlehrer“ werde das Werk Blavatskys fortführen als „Lord Maitreya“. Das sollte ein Mensch sein, der „im 33. Lebensjahr, gleich Jesus, vom Christus überschattet“ würde. Vor Krishnamurti hatte Leadbeater bereits einen Jungen aus Chicago nach Adyar geholt, um ihn zum „Vehikel“ des Weltlehrers zu formen; dieser reiste mit seiner Mutter nach fünf Jahren wieder nach Chicago, wo er später als Anwalt lebte.

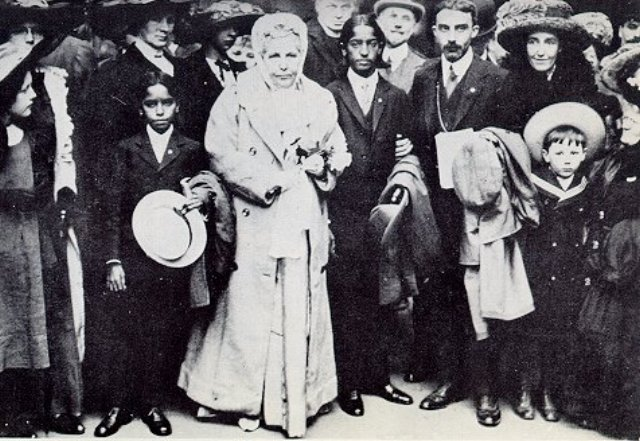
Krishnamurti und sein jüngerer Bruder Nitya mit Annie Besant und George Arundale von der Theosophischen Gesellschaft Adyar, London 1911

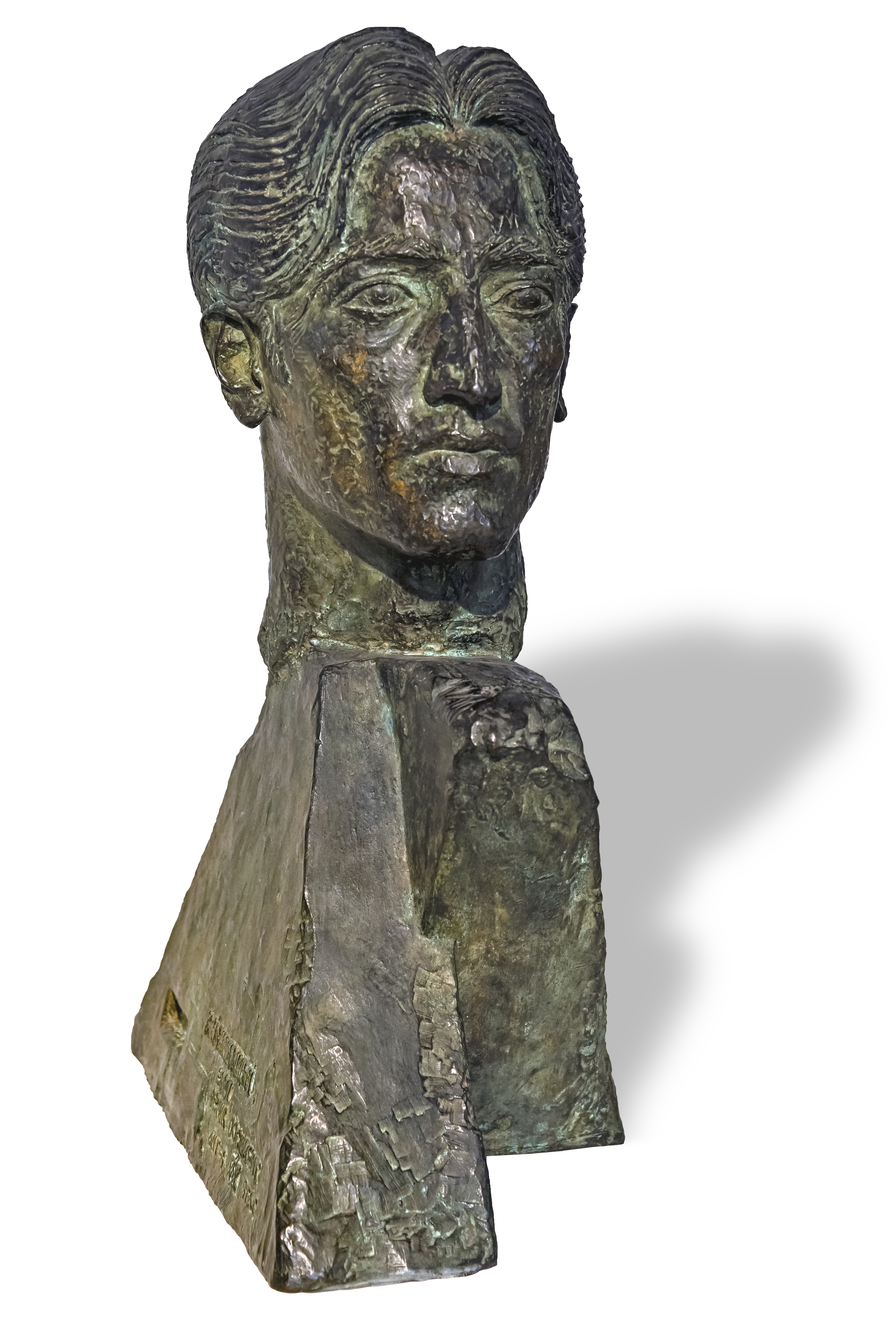
Büste des Krishnamurti von Antoine Bourdelle, Bronze, 1927 oder 1928

Am 22. Dezember 1911 gründete George Arundale mit Zustimmung Besants den Order of the Star in the East, zu dessen Oberhaupt Krishnamurti ernannt wurde. Der Sternorden sollte Krishnamurti als wiedergeborenen Weltlehrer im 33. Lebensjahr den Weg ebnen. Es gab nur wenige Regeln und Ordensstrukturen. Die Mitglieder entfalteten eine rege Tätigkeit auf dem Gebiet der humanitären Hilfe. Dieser Orden sollte unabhängig von der TG sein, bestand aber nur aus ihren Mitgliedern. 1912 wurden Krishnamurti und sein jüngerer Bruder Nitya zur weiteren Ausbildung nach England geschickt. Um den Kindern eine bessere Zukunft zu ermöglichen, hatte Narayaniah Annie Besant das Sorgerecht für Krishnamurti und seinen Bruder Nitya übertragen, das er 1913/14 vergeblich auf gerichtlichem Wege zurückforderte.
Nach anfänglicher Duldung protestierte der Generalsekretär der deutschen Sektion, Rudolf Steiner, gegen den „Inderknaben als zukünftigen Christus, etwas, was nicht ernst zu nehmen ist, was durchaus keinen seriösen Charakter tragen kann, sondern im Grunde genommen auf Nichtigkeiten hinausläuft.“ Er schloss alle Theosophen, die gleichzeitig Mitglieder des Ordens waren, aus der deutschen Sektion aus. Dies bedeutete einen Bruch der Satzung der Theosophischen Gesellschaft Adyar, und nachdem jeder Verständigungsversuch Besants zur Wiederherstellung der Satzung scheiterte, übergab sie die Gründungsurkunde der Sektion im Februar 1913 an die Logen, welche die Satzung weiterhin anerkennen wollten. Die Anhänger Steiners hatten bereits im Dezember 1912 in Köln die Anthroposophische Gesellschaft gegründet.
Ab 1922 entfernte sich Krishnamurti von den Vorstellungen der Ordensmitglieder, vor allem nach dem völlig unerwarteten Tod seines Bruders Nitya am 13. November 1925, von dem führende theosophische Autoritäten versprochen hatten, er würde eine wichtige Rolle bei der Ankunft des Weltlehrers innehaben und daher noch lange leben. Während seiner Entwicklungsphase im Rahmen der TG Adyar entstanden mehrere kleine Bücher, Vorträge und Gedichte. Krishnamurti löste 1929 den Order of the Star in the East auf und trat ein Jahr später aus der TG aus. Dies führte die TG in eine Krise, die aber der freundschaftlichen Verbundenheit zwischen Besant und Krishnamurti keinen Abbruch tat. Nach Auflösung des Order of the Star in the East publizierten die ursprünglich dem Orden zugehörigen Zeitungen (zum Beispiel Der Stern) noch einige Jahre lang seine Ansprachen, Gedichte und Gespräche. Seine das Lebenswerk ausmachenden Ideen wurden nach der Trennung von der Theosophischen Gesellschaft entwickelt. Sie sind geprägt von einer radikalen Verneinung von Guruismus, Religion und Organisation und ebenso radikaler Bejahung von Freiheit, Lebendigkeit, Achtsamkeit.
Nach dem Tod Besants wurde es ruhiger um Krishnamurti. Er zerbrach sein Image als kommender Messias und wurde zunehmend als spiritueller „Philosoph“ betrachtet. Zwischen 1933 und 1939 reiste er mehrere Male nach Indien, wo er jeweils vor großen Menschenmengen sprach. Die Jahre des Zweiten Weltkrieges schränkten seine Bewegungsfreiheit sehr ein; er verbrachte diese Zeit zurückgezogen in Ojai, Kalifornien. In der dortigen relativen Abgeschlossenheit entwickelte sich seine Freundschaft zu Rosalind Rajagopal zu einer geheimen Liebesaffäre. Sie war die Frau seines Weggefährten und Freundes Desikacharya Rajagopal, der Krishnamurtis Reden und Bücher redigierte.
Es bestanden nur noch vereinzelt Kontakte zu wichtigen Theosophen wie zum Beispiel zu Curuppumullage Jinarajadasa (Präsident von 1946 bis 1953). Nach 1947 begann Krishnamurti eine erfolgreiche Reise- und Vortragstätigkeit. Aber erst die Präsidentin Radha Burnier, die Krishnamurti seit ihrer frühen Kindheit kannte, versöhnte die TG und Krishnamurti.
In den siebziger und achtziger Jahren besuchten oft mehrere tausend Menschen seine in aller Welt gehaltenen Vorträge. 1985 besuchte Krishnamurti nach 33 Jahren wieder das Zentrum der Gesellschaft in Adyar. Seine Ideen finden unter Theosophen starken Zuspruch.
Jiddu Krishnamurti starb 1986 im Alter von 90 Jahren in Ojai an einem Pankreastumor.
Der überwiegende Teil der heutigen Literatur von Krishnamurti besteht aus den niedergeschriebenen Gesprächen, die er mit seinen Besuchern führte. Einige seiner Vorträge sind ebenfalls in Buchform erschienen.
Krishnamurti stand mit vielen bekannten Persönlichkeiten in freundschaftlichem Kontakt, so mit George Bernard Shaw, Leopold Stokowski und Antoine Bourdelle. In den dreißiger Jahren lernte er Aldous Huxley kennen, mit dem ihn eine tiefe Freundschaft verband. Bekannt war er auch mit Jawaharlal Nehru, Indira und Rajiv Gandhi sowie vielen Wissenschaftlern wie etwa David Bohm, Richard Feynman und Rupert Sheldrake. Ferner gründete er Schulen in den USA, Indien und Großbritannien, die heute noch existieren.

## Lehre

### Austritt aus der Theosophischen Gesellschaft
Nach der Aufnahme des jungen Krishnamurti in die Theosophische Gesellschaft (TG) wuchs dieser an verschiedenen Orten der Welt auf. Leadbeater und Besant bestimmten, mit welchen Personen und welcher Umgebung Krishnamurti Kontakt haben durfte.
Im August 1922 in Ojai begann in Krishnamurti ein gedanklicher Entwicklungsprozess (er selbst sprach von „process“), der bis zum Herbst 1924 dauerte. In den folgenden Jahren öffnete sich eine Kluft zwischen Krishnamurti und der TG: Fast inflationär häuften sich „Initiationen“, Einweihungen von führenden und prominenten Mitgliedern der TG durch die okkulten Meister. Diese Entwicklung, die Ankündigung der Gründung einer Weltuniversität und einer neuen Weltreligion sowie der frühe Tod seines geliebten Bruders Nitya erschütterten seine bisherigen Vorstellungen und seinen Glauben an die „Meister“ wesentlich. Er begann, sich von der autoritären Struktur der TG zu distanzieren, und propagierte stattdessen sein Ideal des freien Menschen.
Am 3. August 1929 löste er die für ihn gegründete Organisation auf, deren Vorsitzender er war, den Order of the Star in the East. In seiner Rede vor 3000 Mitgliedern kommt die Essenz seiner Lehre, die er zeitlebens vertrat, zum Ausdruck:

„Ich behaupte, dass die Wahrheit ein unwegsames Land ist und daß es keine Pfade gibt, die zu ihr hinführen – keine Religion, keine Sekten. Das ist mein Standpunkt, den ich absolut und bedingungslos vertrete. Die Wahrheit ist grenzenlos, sie kann nicht konditioniert, sie kann nicht auf vorgegebenen Wegen erreicht und daher auch nicht organisiert werden. Deshalb sollten keine Organisationen gegründet werden, die die Menschen auf einen bestimmten Pfad führen oder nötigen.“

Krishnamurti gab in den Jahren nach dem Austritt aus der TG viele Interviews und führte zahlreiche Diskussionen. Dann widmete er sich Vortragstätigkeiten. Für viele New-Age-Vertreter wurde er zu einem Idol.

### Grundgedanken
Krishnamurtis Lehre geht von der Möglichkeit vollständiger geistiger Freiheit aus, indem durch aufmerksame Beobachtung des eigenen Geistes und seiner Reaktionen in dem Moment, in dem diese geschehen, seine Natur erkannt wird. Beziehungen zum Taoismus und zum Zen-Buddhismus (mit dessen psychologischen Aspekten sich Erich Fromm beschäftigte) sind erkennbar. Zentral für seine Lehre ist der Ausspruch „Truth is a pathless land“ (etwa: „Die Wahrheit ist ein Land ohne vorgegebene Wege“): Keine Methode, keine Religion, kein Lehrer kann zur Wahrheit führen. Jeder ist für seinen Weg selbst verantwortlich.
Was immer Krishnamurti gesagt hat, niemals hat er daraus eine Theorie gemacht. In allen Vorträgen spricht er darüber, dass man bezweifeln müsse, was er sagt. Denn nur das, was man selbst erkennt, ist wirkliche Einsicht, nicht das, was man in Büchern liest. Das gilt auch und besonders für seine Bücher. Er versuchte zu verhindern, dass daraus eine neue Ideologie entsteht. Seine Aussagen sollen (ihm zufolge) stattdessen anregen, selbst die Wahrheit unseres Lebens und des Lebens insgesamt herauszufinden.

### Ausgewählte Themen
Krishnamurti brachte zum Ausdruck, dass alle menschlichen Konflikte nur Auswirkungen des inneren Zustandes der Menschen sind. Nicht an die äußere Beseitigung dieser Missstände sei zuallererst zu denken, sondern an eine Transformation des Menschen in seinem Inneren, eine radikale Umwandlung, welche nichts zu tun habe mit einer neuen Weltanschauung oder Religion. Offensichtlich sei der Mensch konditioniert durch Traditionen und Vorurteile von Volk, Kaste, Rasse, Geschlecht und anderem.

#### Das Ich
Ein zentraler Punkt in der Lehre Krishnamurtis ist die Frage nach dem Ich.
Während die Aufgabe der Psychologie bei Freud darin liegt, unbewusste Ich-Anteile in das Ich zu integrieren, um auf diese Weise (bereits aufgetretene) Konflikte aufzulösen, erkennt Krishnamurti bereits in der Annahme der Existenz eines Ichs das eigentliche Problem: Nicht eine Ich-Stabilisierung wird bei Krishnamurti angestrebt, sondern dessen Auflösung. Das Ich, Selbst oder auch Ego (Krishnamurti unterscheidet hier nicht) ist für Krishnamurti hingegen die Ursache aller Konflikte.

#### Denken
Das Denken kann nach Krishnamurti keine Lösung für unsere Konflikte darstellen, ebenso wenig aus dem Denken entstammende Weltanschauungen, bestimmte Werte, persönliche Ansichten etc. Denken sei ein trennender, analytischer Vorgang und könne niemals die Wirklichkeit sein. Vielmehr stelle es eine Reflexion unserer persönlichen, konditionierten Sicht der Dinge dar.

#### Ideen und Ideale
In diesen Zusammenhängen gewinnen Ideen und Ideale ebenfalls eine völlig neue Bedeutung. Krishnamurti schreibt ihnen keine weltverbessernde Bedeutung zu, sondern versucht im Gegenteil vielmehr, ihre Gefährlichkeit darzustellen, wenn diese ihren Ursprung ausschließlich aus dem Denken und dem Ich haben.

#### Zeit
Krishnamurti unterscheidet zwischen chronologischer und psychologischer Zeit. Nicht die chronologische Zeit steht im Mittelpunkt seiner Diskussion, sondern die psychologische Bedeutung der Zeit: „Sie ist das Intervall zwischen Idee und Handlung“ (Krishnamurti 1985, S. 65).

#### Erziehung
Krishnamurti kritisiert die einseitige Betonung des Erwerbs von Wissen und die möglichst konfliktfreie Einordnung in die Mechanismen unserer Gesellschaft mit ihren Werten und Traditionen, in welcher Leistung und Erfolg oft an erster Stelle stehen. Demgegenüber sollte wahre Erziehung „dem Schüler helfen, alle gesellschaftlichen Unterscheidungen und Vorurteile zu erkennen und bei sich niederzureißen …“ (Krishnamurti o. J., S. 44). Eine solchermaßen ausgerichtete Erziehung soll den Schüler oder das Kind jedoch nicht dazu ermutigen, von vornherein Konventionen oder Umgangsformen zu missachten – dies wäre nur eine Reaktion auf die Gesellschaft und kein freies Handeln –, sondern es soll vielmehr nach den Auswirkungen und den Ursachen unserer korrumpierenden Gesellschaft in einem selbst geforscht werden.

#### Sexualität
Krishnamurti hat Sexualität als integralen Bestandteil zwischenmenschlicher Beziehungen verstanden und ausdrücklich davor gewarnt, sie zu unterdrücken oder zu verleugnen:
„Überall in der Welt haben die so genannten Heiligen behauptet, dass es unheilvoll sei, eine Frau anzusehen; sie sagen, dass man Gott nicht näher kommen kann, wenn man der Sexualität fröne. Daher stoßen sie sie beiseite, obgleich sie sich danach verzehren. Indem sie aber die Sexualität verneinen, ist es gerade so, als ob sie sich die Augen ausstächen und die Zunge ausrissen; denn sie verneinen die ganze Schönheit der Erde.“
Er hat aber auch festgestellt, dass die Abhängigkeit von Sexualität – wie überhaupt von Lust oder Vergnügen – oder die ständige gedankliche Wiederholung sexueller Erlebnisse den Menschen unfrei macht und Sexualität zur Quelle von Problemen werden lässt.

### Kritik
Jiddu Krishnamurti wurde vorgehalten, seine Lehre sei von keinem Menschen praktizierbar und er lebe seine Lehren selbst nicht. Auch wurde er wegen seines Lebensstils kritisiert, da er immer durch Spenden von Anhängern unterstützt wurde. Der österreichische Schriftsteller Gustav Meyrink verurteilte den messianischen Kult um Krishnamurti in seinem 1927 veröffentlichten Artikel Hochstapler der Mystik.
Im Jahr 1991 veröffentlichte Radha Rajagopal Sloss ein Buch, in dem sie eine 25 Jahre währende Affäre Krishnamurtis mit ihrer Mutter Rosalind Rajagopal bekannt machte und vielfache Kritik an Krishnamurti übte. Mary Lutyens, eine langjährige Vertraute und Biografin Krishnamurtis, bestätigte, dass es eine Affäre gegeben hatte, bezeichnete aber viele andere Darstellungen in Sloss' Buch als unbelegt oder falsch.
Das Verhältnis zu seinen Schülern wurde von manchen Autoren als hart bezeichnet. Roland Vernon schreibt in seiner Biographie, Krishnamurti fehle normales menschliches Mitgefühl und Freundlichkeit. Er sei denen gegenüber, die er nicht auf seiner Ebene erachtete, intolerant und sogar verachtungsvoll aufgetreten. Mary Lutyens beschreibt Sitzungen mit Krishnamurti als gezieltes Verringern des eigenen Selbstvertrauens.

## Schriften
Krishnamurti hat praktisch nur auf Englisch geschrieben oder gesprochen. Im Folgenden werden die englischen Originalausgaben in Klammern angegeben. Eine chronologisch angelegte Werkausgabe existiert unter dem Titel Collected Works; bisher sind 17 Bände erschienen.
Tagebücher und persönliche Aufzeichnungen
1961/62 zeichnete er Das Notizbuch (Krishnamurti's Notebook, 1976) auf.
Von 1973 bis 1975 verfasste er ein persönlich gehaltenes Tagebuch:
- Krishnamurti's Journal, 1982

1983/84 sprach er, allein in einem Zimmer „laut denkend“, von einem Kassettenrecorder aufgezeichnet. Diese „Diktate“ wurden in folgendem Buch notiert:
- Selbstgespräche – Das letzte Tagebuch, Grafing 1988 (Krishnamurti to Himself. His Last Journal, 1987)

Reden, Antworten auf Fragen, Gespräche
- Königreich Glück, Jena 1928
- Der Sang des Lebens, Neubabelsberg 1931
- Schöpferische Freiheit (The First and Last Freedom, 1948, mit Vorwort von Aldous Huxley)
- Vertrauen zum Leben. Ein Beitrag zu Erziehung, 1954 (Education and the Significance of Life, 1953)
  - neu als Autorität und Erziehung,
- Gedanken zum Leben (Commentaries on Living, 1956–60)
  - Band 1: Ideal und Wirklichkeit
  - Band 2: Konflikt und Klarheit
  - Band 3: Verstand und Liebe
- Das Tor zu neuem Leben (Talks by Krishnamurti in Europe, 1962)
- Antworten auf Fragen des Lebens (Think on these Things, 1964)
- Einbruch in die Freiheit (Freedom from the Known, 1969)
- In Kommunion mit dem Leben. Gespräche in Saanen 1964, Berlin 1966
- Revolution durch Meditation. Die totale Erneuerung (The Only Revolution, 1970)
- Der Flug des Adlers (The Flight of The Eagle, 1971)
- Du bist die Welt – Reden und Gespräche (You are the World. Authentic Reports of Talks and Discussions in American Universities, 1972)
- Wandel durch Einsicht (The Impossible Question, 1972)
- Jenseits der Gewalt (Beyond Violence, 1973)
- Anders Leben (A Wholly Different Way of Living, 1974)
- Fragen und Antworten (Questions and Answers, 1979/80)
- Leben ohne Illusionen. Saaner Gespräche – Band 1 bis 12, Schweiz 1980, Englisch mit deutscher Konsekutivübersetzung, 1980, CDs, DVDs, Auditorium Netzwerk, Müllheim-Baden
- The Flame of Attention, 1981/82
- Brockwood Vorträge – Komplett Englisch mit deutscher Konsekutivübersetzung, 1983, 421 Min., 8 CDs / 6 DVDs, Auditorium Netzwerk, Müllheim-Baden
- Vom Werden zum Sein. Jiddu Krishnamurti im Gespräch mit David Bohm, 1987 (The Ending of Time, 1985)
- In der Gegenwart ist alle Zeit enthalten – Am Ende der Trauer ist Leidenschaft, Rede vor der UNO, Washington, D.C., Englisch mit deutscher Konsekutivübersetzung, 1985, 182 Min., 4 CDs / 2 DVDs, Auditorium Netzwerk, Müllheim-Baden
- Die letzten Gespräche in Saanen 1985, Grafing 1986 (Last Talks at Saanen, 1987)
- Die Zukunft ist jetzt. Letzte Gespräche, Frankfurt am Main 1992 (The Future is Now. Krishnamurtis Last Talks in India, 1989)

Viele der Reden und Gespräche Krishnamurtis wurden auf Film festgehalten und können zum Beispiel bei YouTube gesehen werden.
Zusammenstellungen und Themenbücher
- Dem Leben begegnen (Meeting Life)
- Das Licht in Dir. Über die wahre Meditation (This Light in Oneself – True Meditation)
- Liebe gleicht dem Duft der Rose (Freedom, Love and Action). Herder, Freiburg im Breisgau 2012, ISBN 978-3-451-06497-5.
- Mensch sein (To Be Human)
- Vollkommene Freiheit – Das Krishnamurti-Buch (Total Freedom)
- Über die Liebe (On Love and Loneliness)
- Über Leben und Sterben Reflexionen über die letzten Dinge (On Living and Dying)
- Die Wahrheit ist ein pfadloses Land (The Little Book on Living)
- Glück oder die Stille des Geistes
- Gespräche über das Sein, 1977 (Talks with American Students, 1970)
- In Kommunion mit dem Leben (Talks by Krishnamurti in Europa)
- Erziehung zur Kunst des Lebens – Briefe an seine Schulen (Letters to the Schools, Volume 1). September 1978 bis März 1980.
- Der unhörbare Ton – Briefe über die Achtsamkeit (Letters to the Schools, Volume 2). August 1981 und November 1983.
- Frei sein! (The Urgency of Change)